# Mobilabonnement
Et mobilabonnement er en abonnementsløsning til din mobiltelefon. Med et mobilabonnement får man på nuværende tidspunkt typisk en pakke bestående af X timers taletid, X GB data og ofte fri SMS og MMS. I Danmark udbydes mobilabonnementer af mere end 40 mobilselskaber. I stedet for et abonnement har man mulighed for at få forbindelse til mobil- og internettet ved hjælp af taletidskort.
Mobilabonnementer indeholder mængder af taletid, data, tjenester med mere. På grund af konkurrencen mellem udbyderne og den konstant forbedrede teknologi ændrer priserne på mobilabonnementer sig ofte, og uafhængige instanser anbefaler, at man jævnligt undersøger ens behov og sammenholder det med markedet, så man kan få det rette abonnement til den rette pris.
I 2002 var der for alvor kommet gang i det danske mobilmarked, men der var så mange selskaber og abonnementer, at det var svært for forbrugerne at få et overblik over. Det ville Anders Fogh Rasmussens regering gøre noget ved, så man stiftede It- og Telestyrelsen under det daværende Ministeriet for Videnskab, Teknologi og udvikling, som den rutinerede Venstre-politiker, Helge Sander, blev sat i spidsen for. Den nye styrelse lancerede prissammelligningsportalen teleprisguide.dk. Formålet var at gøre det nemmere for de danske forbrugere at få et overblik over de mange mobilabonnementer på markedet og sikre større konkurrence mellem mobilselskaberne.
Ambitionerne var store og guiden blev et af ministeriets vigtigste arbejdsområder. Frem mod 2008 blev der postet omkring 20 mio. kr. i driften og udviklingen af teleprisguide.dk. Trods det forholdsvis store budget, var der problemer. Brugeren kunne indtaste sit forbrug og få at vide, hvilket abonnement der passede bedst til det. Problemet var bare, at guidens udregninger gang på gang viste sig at være forkerte. Desuden kunne systemet heller ikke rumme alle de mange forskellige abonnementer fra forskellige mobilselskaber, der fandtes på det danske marked
Trods flere forsøg lykkedes det aldrig at rette op på de mange fejl og dermed opfylde den oprindelige ambition. Ved et åbent samråd i Folketinget erkendte daværende minister for videnskab, teknologi og udvikling, Charlotte Sahl-Madsen, at teleprisguiden havde fejlet. Den konservative minister drejede nøglen om på projektet i februar 2011.
"Der er ingen grund til, at det offentlige udbyder en service, som private lige så godt kan udbyde. Der står intet i loven om, at der skal være en offentlig teleguide", sagde hun ifølge business.dk
Af afgørelsen udsprang flere private hjemmesider, med formål at sammenligne mobilabonnementer. Oftest blev disse lavet med profit for øje, hvilket betød at meget få selskaber var repræsenteret. I dag findes forskellige guides, nogle mere ret visende end andre. I Danmark findes der endnu ikke en offentlig eller privat mærkeordning der informere forbrugere om hvilke sammenligningstjenester er ret visende og markeds omfattende.
Forbrugerrådet Tænk har af flere omgange rettet kritik mod hjemmesider der sammenligner mobilabonnementer, for ikke at inkludere samtlige selskaber i deres sammenligning.